# パラカ (企業)
パラカ株式会社は、時間制駐車場の管理・運営を行う企業。

## 沿革
- 1994年 ゴールドマン・サックス証券に勤める内藤亨が、コインパーキングの運営始める[1]。
- 1997年8月 東京都新宿区にパルク株式会社を設立。
- 1997年10月 本社所在地を東京都新宿区西新宿に移転。
- 1998年3月 日本証券業協会に株式を店頭取扱有価証券として届出。
- 1999年7月 本社所在地を東京都品川区東大井に移転。
- 2001年2月 本社所在地を東京都港区虎ノ門に移転。
- 2003年4月 店頭取扱有価証券の登録を廃止。
- 2004年1月 商号をパラカ株式会社に変更。
- 2004年9月 本社所在地を東京都港区麻布台に移転。
- 2004年12月 東京証券取引所マザーズ市場上場。
- 2011年2月 有限会社神谷町パークを吸収合併。
- 2013年9月12日 東京証券取引所1部へ指定替え。
- 2017年5月 本社所在地を東京都港区愛宕に移転。